# スナドリネコ
スナドリネコ（漁猫、学名：Prionailurus viverrinus、英語名：Fishing cat）は、食肉目（ネコ目） - ネコ亜目 - ネコ科 - ベンガルヤマネコ属（genus Prionailurus）中の1種に分類される比較的小型の哺乳類。あるいは異説でネコ属（genus Felis）中の1種ともされ、その場合の学名はFelis viverrinaである。
インドネシアの島々からインドシナ半島、中国南部・インド地域にかけての沼沢地に生息する、ネコ科動物にあって特筆すべき魚食動物である。

## 呼称
和名は英語名 Fishing Catの意訳で、「漁をする」意である「漁（すなど）る」の名詞形「漁（すなど）り」を「猫」に冠した合成語で、すなわち「漁り猫」である。

## 形態

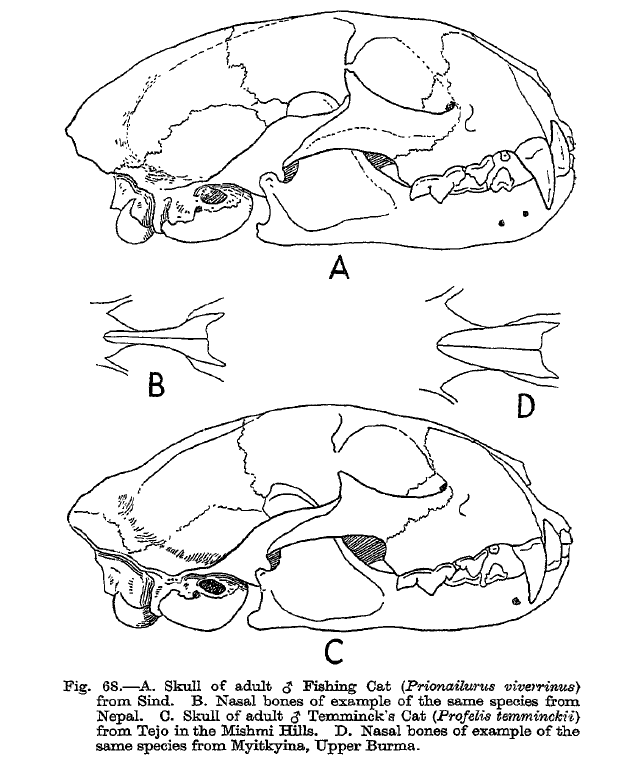
スナドリネコ（上）と、アジアゴールデンキャット（下）の頭蓋骨のスケッチ（レジナルド・インズ・ポコック作）

体の大きさはさまざまで、体長57 - 86 cm、尾長25 - 33 cm、体重5.5 - 8.0 kg。インドに生息のものは体長80 cm、尾長30 cmほどあるが、インドネシアのものは体長65 cm、尾長25 cmほどしかない。
体色は地色が灰褐色で黒褐色の斑点がある。指にはわずかながら水掻きがあり、若干の水生への適応が認められる。
ネコ科動物では珍しく、鉤爪（かぎづめ）を引っこめることができないが、これは爪を収めるための鞘（さや）の発達が悪い（退化させている）からである。原始的形質を多く具えるイリオモテヤマネコや、平原の疾走型として特殊化の極みにあるチーターも同様の特徴を持っているものの、直接の関連性は見られない。ベンガルヤマネコ属もしくはネコ属に属し、その祖先を共有するスナドリネコも、爪を収める鞘を具えた祖先を持つことに疑いの余地は無い。

## 生態
泳ぎが上手く、カエルやザリガニ、魚類、貝類などを捕って食べる。また、陸上でもネズミ類を捕食する。妊娠期間約63日。野生では4 - 6月に出産し、一回で1 - 4子を産む。

## 生息地
熱帯・亜熱帯地域のマングローブおよび河川・沼沢地に生息する。インドネシアのスマトラ島・ジャワ島・バリ島と、インドシナ半島から中国南部・インドにかけての地域、および、スリランカに分布。汚染、干拓、人間の移住などによってスナドリネコの住処となる沼沢地が減るにしたがって、個体数が減少している。

## 下位分類（亜種）
- Prionailurus viverrinus viverrinus、もしくは、Felis viverrina viverrina

Prionailurus viverrinus viverrinus （Bennett、1833）
インドネシア（スマトラ島）、東南アジアからインドにかけての地域に生息。
- Prionailurus viverrinus risophores、もしくは、Felis viverrina risophores

Prionailurus viverrinus rizophoreus Sody, 1936
ソディが（＝ Felis viverrinus Benn.、1833)としていたシノニムが亜種と判断された。
インドネシア（ジャワ島、バリ島）に生息。

## 画像

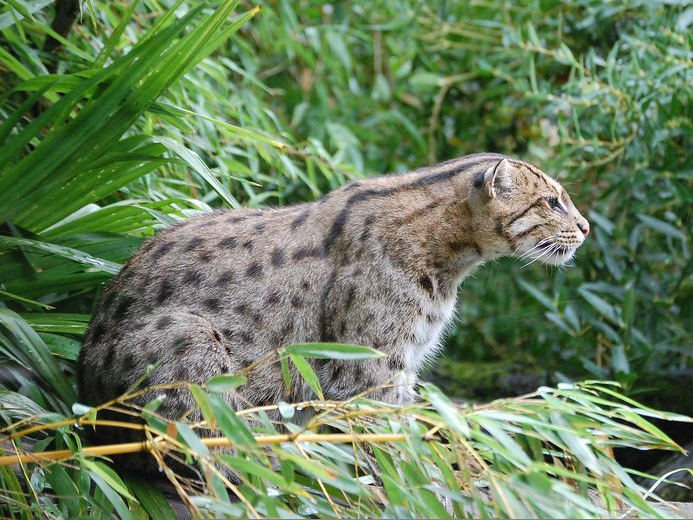
水の近くで獲物を探している
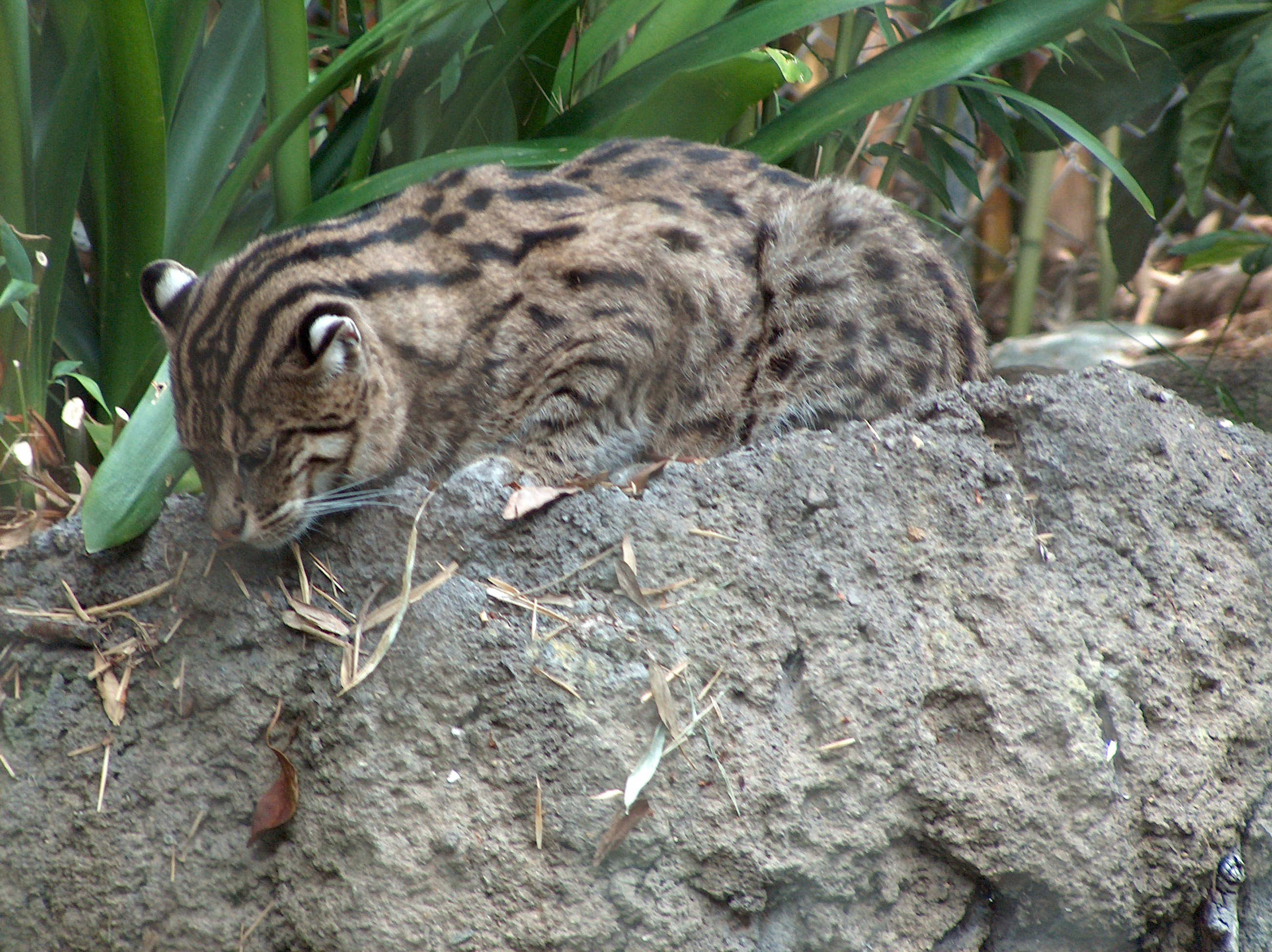
サンディエゴ動物園にて撮影。耳の裏に、虎耳状斑がある。